# Vithuvad näshornsfågel
För Berenicornis comatus, se vittofsad näshornsfågel.
Vithuvad näshornsfågel (Horizocerus albocristatus) är en fågel i familjen näshornsfåglar inom ordningen härfåglar och näshornsfåglar.

## Utseende och läte
Vithuvad näshornsfågel har ett speciellt utseende med en rätt liten kropp men istället en mycket lång stjärt. Näbben är mörk och huvudet nästan helt vitt med en unik huvudtofs. Även lätena är unika bland afrikanska näshornsfåglar, bestående av både kråklixa kraxanden och utdragna sorgsamma ylningar. Lätet liknar faktiskt kongoormörn, men är mer ylande och raspiga.

## Utbredning och systematik
Vithuvad näshornsfågel delas upp i två underarter med följande utbredning:
- Horizocerus albocristatus albocristatus – förekommer i fuktiga skogar från Guinea till västra Elfenbenskusten
- Horizocerus albocristatus macrourus – östra Elfenbenskusten och Ghana

Tidigare inkluderades vitkronad näshornsfågel (H. cassini) i arten, då under det svenska namnet långstjärtad näshornsfågel. Denna urskiljs dock vanligen som egen art, sedan 2014 av Birdlife International och IUCN, sedan 2023 även av eBird/Clements och IOC.

## Levnadssätt
Vithuvad näshornsfågel hittas vanligen i tät regnskog och kan där vara svår att få syn på. Ibland följer den efter apflockar för att ta föda som dessa skrämmer upp.

## Status och hot
Arten har ett stort utbredningsområde, men tros minska i antal, dock inte tillräckligt kraftigt för att den ska betraktas som hotad. Internationella naturvårdsunionen IUCN listar arten som livskraftig (LC).